# آلاي
آلاي هو تقسيم عسكري تركي يعد مقابلا في وقته للواء المشاة، ويقابل اليوم بالفوج. فمثلا كان الآلاي في حدود 1823 في عهد محمد علي محددا بأربعة آلاف مقاتل مقسمين على خمسة أورط يتشكل كل منها من 800 رجل، وعدّلت في ذات الفترة ليتكون الآلاي من أربعة أورط في كل منها 816 رجلا مع ضباطهم ليكون حجم الآلاي بجنوده وضباطه 3264 رجلا.